# Palazzo Pellicano

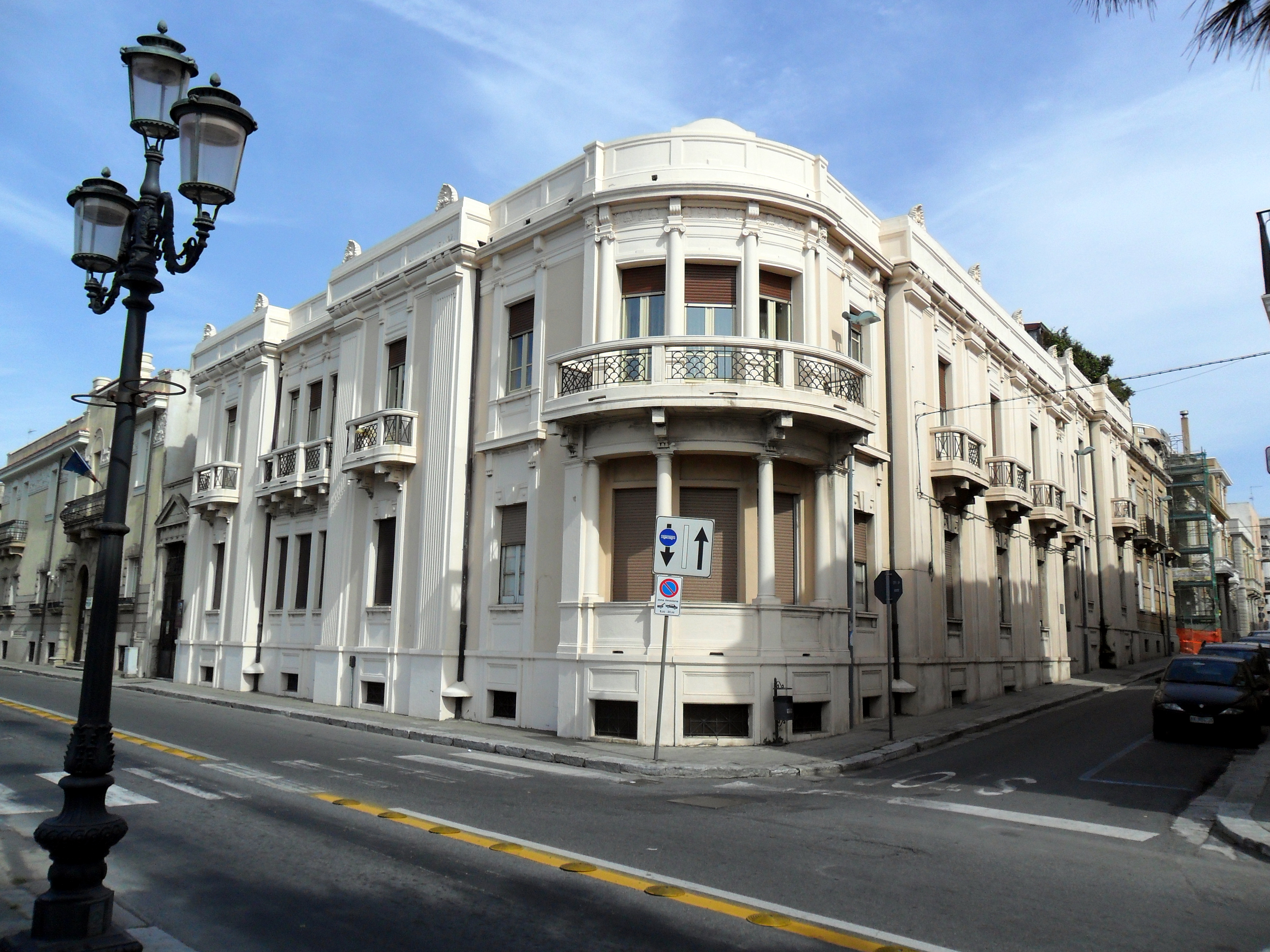
Palazzo Pellicano in Reggio Calabria

Der Palazzo Pellicano ist ein Palast aus den 1920er-Jahren mit neoklassizistischen Elementen und solchen den Jugendstils im historischen Zentrum von Reggio Calabria in der italienischen Region Kalabrien. Er bedeckt einen Teil des Blocks an der Ecke des Corso Vittorio Emanuele III und der Via Tommaso Gulli.

## Geschichte
Das Gebäude ist nach dem ersten Eigentümer, Luciano Pellicano, benannt und wurde 1922 vom Architekten Pietro Borradori projektiert. Der Palast ist eine bedeutende Konstruktion an der Seepromenade der Stadt. Heute sind dort Büros und Wohnungen untergebracht.

## Architektur
Der Baukörper hat zwei Vollgeschosse und ein Tiefparterre sowie einen rechteckigen Grundriss. Der weite Innenhof ist mit einer Treppe ausgestattet, ebenso mit einer gerundeten Gebäudeecke und zwei Eingängen zu den beiden Baukörpern, aus denen der Palast besteht. Die Außenfassaden sind in neoklassizistischem Stil gehalten und mit künstlerischen und dekorativen Elementen bereichert, die typisch für den Jugendstil sind. Die Fassaden bestehen aus einem langen Sockel, in dem sich die kleinen Fenster des Tiefparterres öffnen, dem Erdgeschoss, das durch Fenster mit Architraven zwischen rechteckigen Lisenen und durch den Haupteingang zum Corso Vittorio Emanuele III; er liegt dezentral außerhalb der Symmetrieachse des Gebäudes, ist durch ein schmiedeeisernes Gittertor mit Jugendstilmotiven verschlossen und über ihm ein dreieckiges Tympanon angebracht. Im Obergeschoss sind die Fenster alle mit Architraven versehen und einige auch mit Lisenen, während andere Balkone besitzen, die von Konsolen gestützt und durch kunstvoll dekorierte Eisengeländer geschützt werden. Ursprünglich ist auch die Wahl einer gerundeten Gebäudeecke, die im Erdgeschoss durch kleine Säulen dreigeteilte Fenster zeigen, während im Obergeschoss zwar der gleich Fenstertyp eingebaut ist, aber versehen mit einem durch Konsolen gestützten runden Balkon. Das obere Ende des Gebäudes ist durch ein Gesims und durch eine einfache Balustrade gekennzeichnet, versehen mit schlanken, architektonischen Elementen, die mit den Lisenen darunter korrespondieren.